# Cirrhochrista nivea
Cirrhochrista nivea is een vlinder uit de familie van de grasmotten (Crambidae). De wetenschappelijke naam van deze soort is voor het eerst gepubliceerd in 1932 door Joseph de Joannis.
De soort komt voor op Mauritius.